# Ізгрев (Шуменська область)
І́згрев (болг. Изгрев) — село в Шуменській області Болгарії. Входить до складу общини Венець.

## Населення
За даними перепису населення 2011 року у селі проживали 844 особи.
Національний склад населення села:
| Національність   | Кількість осіб | Відсоток |
| ---------------- | -------------- | -------- |
| турки            | 484            | 69,0%    |
| цигани           | 202            | 28,8%    |
| болгари          | 14             | 2,0%     |
| Всього відповіли | 701            |          |

Розподіл населення за віком у 2011 році:
Динаміка населення: